# Ballinamore
Ballinamore is een plaats in het Ierse graafschap Leitrim. De plaats telt 687 inwoners.